# هولگر ۹۲۶۶
سیارک ۹۲۶۶ (به انگلیسی: 9266 Holger، نامگذاری:1978RD10) نه هزار و دویست و شصت و ششمین سیارک کشف شده‌است که در ۲ سپتامبر ۱۹۷۸ کشف شد.
قدر مطلق سیارک برابر ۱۳٫۷۰ است.